# Bié (mitológia)
A görög mitológiában Bia, más néven Bié (/ˈbaɪə/; ógörögül: Βία [/bí.aː/]; jelentése: "erő, hatalom") az erő megszemélyesítése. Gaius Julius Hyginus Fabulae című művének előszava szerint Bia római neve Vis volt. (Vis latinul erőt, hatalmat, erőszakot vagy erőt jelent.)

## Család
Bié a titán Pallasz és az ókeánisz Sztüx lánya volt, valamint Niké, Kratosz és Zelosz testvére.

## Mitológia
Bié és testvérei állandó kísérői voltak Zeusznak. Ezt a megtiszteltetést azután kapták, hogy anyjukkal együtt támogatták Zeuszt a Titánok elleni háborúban. Bié az egyik szereplője Aiszkhülosz Prométheusz bilincsben című görög tragédiájának, amelyben Héphaisztoszt az istenek arra kényszerítik, hogy Prométheuszt megbüntesse, miután tüzet lopott, és az embereknek ajándékozta. Bár Bié testvérével, Kratoszszal együtt jelenik meg a történetben, nem szólal meg.

### Titanomakhia
Anyjukkal együtt Bié és testvérei segítették Zeuszt a Titánok elleni háborúban, amelyet Titánok harcának (Titanomachia) neveztek. A tíz évig tartó háborúban az olümposzi istenek győzedelmeskedtek. Hősiességük miatt a négy testvér elnyerte Zeusz tiszteletét, és állandó kísérői lettek. Szinte mindig mellette voltak, amikor az Olümposz hegyén lévő trónján ült, és feladatuk volt Zeusz parancsainak érvényesítése, amikor erőre volt szükség.

### Prométheusz büntetése
Bié nem olyan ismert, mint testvérei, Kratosz vagy Niké, és amikor megjelenik a mítoszokban, általában néma marad. Mégis kulcsszerepet játszik Prométheusz történetében. Prométheusz a Titánok közé tartozott, és gyakran került konfliktusba Zeusszal. Végül annyira feldühítette Zeuszt, hogy az úgy döntött, örök büntetéssel sújtja. Megparancsolta, hogy Prométheuszt láncolják egy sziklához a Kaukázus hegységben. Bié és testvére, Kratosz kapták a feladatot, hogy végrehajtsák ezt, de Bié volt az egyetlen, aki elég erős volt ahhoz, hogy az eltörhetetlen láncokkal a sziklához kötözze Prométheuszt. Mindennap egy sas tépte ki Prométheusz máját, és ette meg előtte. Minden éjjel a mája újranőtt, így a kínok örökké tartó körforgásában maradt.

### Kultusz
Pauszaniasz szerint az Akrokorinthoszon volt egy szentély, amelyet Biének és Anankénak (Szükségszerűség) szenteltek.